# غازی امان‌الله شارگوتی
غازی امان‌الله شارگوتی (به لاتین: Ghazi Amanullah Town) یک منطقهٔ مسکونی در افغانستان است که در ولایت ننگرهار واقع شده‌است.